# 中華民國駐臺北總領事館
中華民國駐臺北總領事館於1931年4月6日開館，1938年2月1日降旗閉館，為中華民國外交部在日屬台湾臺北州臺北市所設立之外交領事機構。館舍原本承租位於大稻埕的林本源柏記事務所商舖，1934年遷往宮前町90番地張月澄（又名張秀哲）宅（約在今中山北路二段112－114號）。館舍建築目前已被拆除，原址現為華南銀行圓山分行。

## 背景
臺灣在1895年依據《馬關條約》割讓日本後，仍有許多大清帝國人民渡臺工作謀生。儘管臺灣總督府不斷頒布諸多法令加以限制，但隨著臺灣產業發展人力需求，加上中國生活困苦，促使抵臺工作的中國勞工在十幾年內大量增加，至中華民國成立時，已達一萬餘人。而臺灣內的華僑，為了加強團結並互相照應，在總督府的允許下陸續成立同鄉會、會館。

## 設立始末
雖然華僑得以在臺成立同鄉會與會館，但皆屬於民間組織，中華民國政府並未在臺設立任何官方機構（根據中日通商行船條約，中國有權在日本領土內設立官方代表機構）。又臺灣沒有華僑學校，僑民子女的教育成為一大問題。於是1920年代起，在臺的中華民國僑民開始向北京政府陳情設立領館（期透過外交機構保護僑民與開辦華僑學校），北洋政府外交部遂向日本外務省提出交涉。
1928年國民革命軍北伐期間，在臺中華民國僑民始轉向國民政府求助並獲正面回應。據說當時任職僑務委員會的半山黃朝琴，對此事曾經出了不少力。1929年行政院通過在大日本帝國殖民地臺灣設立領館一案，1930年5月17日外交部任命林紹楠為臺北總領事、袁家達為臺北副領事。5月19日，外交部正式決定在臺北設總領事館、在臺南設副領事館（後似未建成）。但至年底才與日本完成設領談判。
1931年4月6日，中華民國駐臺北總領事館開館，臺灣各地華僑商店與團體均懸掛中華民國國旗，各地華僑領袖則到臺北參加開館儀式，臺灣仕紳辜顯榮、日本官員、英國領事等人亦到場祝賀。1934年新任之駐臺總領事郭彝民欲重新尋覓官廳房舍，當時臺紳張月澄與郭彝民係東京帝國大學學長學弟關係而交情匪淺，故張月澄以象徵性的日幣1元將位於宮前町九十番地之住宅租予中華民國作總領事館用地。

## 歷任總領事
| 姓名   | 代理          | 到任           | 任命          | 免职          | 离任      | 领事职务 | 备注                     | 备注 |
| ------ | ------------- | -------------- | ------------- | ------------- | --------- | -------- | ------------------------ | ---- |
| 林紹楠 | 1930年5月17日 | 1931年3月27日  | 不適用        | 1932年9月10日 |           | 總領事   | 因未經准假擅離職守而免職 |      |
| 鄭延禧 | 1932年9月27日 | 1932年10月21日 | 不適用        | 1934年1月19日 |           | 總領事   |                          |      |
| 郭彝民 | 1934年1月19日 | 1934年5月8日   | 1934年6月12日 | 1938年1月26日 | 1938年2月 | 總領事   |                          |      |

## 館員名冊、編制、職掌

### 《駐外使領館職員錄》之名冊刊載
臺北總領事館館員的名冊，主要刊載於外交部每年度出版的《駐外使領館職員錄》。但是目前編者只收集了1932年度、1933年度、1938年度的館員名冊，分別整理於下：
駐台北總領事館，《駐外使領各館職員錄》，1930年（民國19年）。
| 職銜       | 姓名   | 別字 | 年齡 | 籍貫     | 到任時間          |
| 署總領事   | 林紹楠 | 顏樹 | 42   | 浙江鄞縣 | 19年5月17日派署。 |
| 署副領事   | 袁家達 | 子受 | 47   | 浙江杭縣 | 19年6月6日派署。  |
| 署隨習領事 | 林國珪 |      |      |          | 19年6月6日派署。  |
| 署隨習領事 | 程心益 | 雪廔 | 33   | 安徽貴池 | 19年6月6日派署。  |
| 主事       |        |      |      |          |                   |

駐台北總領事館，《駐外使領館職員錄》，1931年（民國20年）。
| 職銜       | 姓名   | 別字 | 年齡 | 籍貫     | 到任時間                           |
| 署總領事   | 林紹楠 | 顏樹 | 43   | 浙江鄞縣 | 19年5月17日派署，20年3月27日到任。 |
| 署副領事   | 袁家達 | 子受 | 48   | 浙江杭縣 | 19年6月6日派署，20年1月30日到任。  |
| 署隨習領事 | 林國珪 | 湘臣 | 37   | 浙江鎮海 | 19年6月6日派署，20年2月17日到任。  |
| 署隨習領事 | 程心益 | 雪廔 | 34   | 安徽貴池 | 19年6月6日派署，20年2月17日到任。  |
| 主事       | 翁文濤 | 仲枚 | 33   | 浙江鄞縣 | 20年1月8日派充，20年2月17日到任。  |

駐臺北總領事館，《駐外使領館職員錄》，1932年（民國21年）。
| 職銜       | 姓名   | 別字 | 年齡 | 籍貫     | 到任時間                           |
| 署總領事   | 林紹楠 | 顏樹 | 43   | 浙江鄞縣 | 19年5月17日派署，20年3月27日到任。 |
| 署副領事   | 袁家達 | 子受 | 48   | 浙江杭縣 | 19年6月6日派署，20年1月30日到任。  |
| 署隨習領事 | 林國珪 | 湘臣 | 37   | 浙江鎮海 | 19年6月6日派署，20年2月17日到任。  |
| 署隨習領事 | 程心益 | 雪廔 | 34   | 安徽貴池 | 19年6月6日派署，20年2月17日到任。  |
| 主事       | 翁文濤 | 仲枚 | 33   | 浙江鄞縣 | 20年1月8日派充，20年2月17日到任。  |

駐臺北總領事館，《駐外使領館職員錄》，1933年（民國22年）。
| 職銜       | 姓名   | 別字 | 年齡 | 籍貫     | 到任時間                                           |
| 署總領事   | 鄭延禧 | 子俊 | 54   | 浙江吳興 | 21年9月27日派署，同年10月21日到任。                |
| 署副領事   | 劉家愉 | 賓如 | 42   | 江蘇吳縣 | 21年10月13日派署，同年11月3日到任。                |
| 隨習領事   | 林國珪 | 湘臣 | 38   | 浙江鎮海 | 19年6月6日派署，20年2月17日到任，20年9月28日任命。 |
| 署隨習領事 | 徐源達 | 子鈞 | 36   | 浙江吳興 | 21年10月13日派署，同年10月21日到任。               |
| 主事       | 翁文濤 | 仲枚 | 34   | 浙江鄞縣 | 20年1月8日派充，同年2月17日到任。                  |

駐台北總領事館，《駐外使領館職員錄》，1934年（民國23年）。
| 職銜       | 姓名   | 別字 | 年齡 | 籍貫     | 到任時間                                           |
| 代理總領事 | 郭彝民 | 則生 | 40   | 吉林長春 | 23年1月19日調派。                                  |
| 署副領事   | 劉家愉 | 賓如 | 44   | 江蘇吳縣 | 21年10月13日派署，同年11月3日到任。                |
| 隨習領事   | 林國珪 | 湘臣 | 40   | 浙江鎮海 | 19年6月6日派署，20年2月17日到任，20年9月28日任命。 |
| 署隨習領事 | 徐源達 | 子鈞 | 38   | 浙江吳興 | 21年10月13日派署，同年10月21日到任。               |
| 主事       | 翁文濤 | 仲枚 | 36   | 浙江鄞縣 | 20年1月8日派充，同年2月17日到任。                  |

駐台北總領事館，《駐外使領館職員錄》，1936年（民國25年）。
| 職銜              | 姓名   | 別號   | 洋文姓名                           | 年齡 | 籍貫     | 備考                                                      |
| 總領事            | 郭彝民 | 則生   | Kao I Ming （Y. M. Kwo）           | 42   | 吉林長春 | 23年1月19日調派，23年5月8日到任，23年6月12日任命。        |
| 代理副領事        | 王文舉 | 性喬   | Wang Wen Chu                       | 37   | 遼甯瀋陽 | 23年9月4日派代，23年10月24日到任。                        |
| 副領事銜 隨習領事 | 張振漢 | 奮廷   | Chang Chen Han （Chang Tchen-hen） | 41   | 福建莆田 | 23年5月10日調派並加銜，23年6月14日到任，24年3月19日任命。 |
| 試署隨習領事      | 宿夢公 | 以字行 | Su Meng Kung                       | 31   | 山東平度 | 23年8月18日派代，23年9月21日到任，24年11月26日任命。      |
| 主事              | 翁文濤 | 仲枚   | Oong Wen Tao                       | 38   | 浙江鄞縣 | 20年1月8日派充，20年2月17日到任。                         |
| 主事              | 陳庸   | 執中   | Cheng Yung                         | 26   | 南京市   | 23年6月22日派代，23年7月23日到任，25年10月8日派充。       |
| 乙種學習員        | 高尊彥 | 寰芳   | Kao Tsun Yen （Kao Chang-Yen）     | 28   | 福建長樂 | 24年7月6日派充，24年8月13日到差。                         |

駐台北總領事館，《駐外使領館職員錄》，1937年（民國26年）。
| 職銜              | 姓名   | 別號   | 洋文姓名                           | 年齡 | 籍貫     | 備考                                                      |
| 總領事            | 郭彝民 | 則生   | Kao I Ming （Y. M. Kwo）           | 43   | 吉林長春 | 23年1月19日調派，23年5月8日到任，23年6月12日任命。        |
| 代理副領事        | 王文舉 | 性喬   | Wang Wen Chu                       | 37   | 遼甯瀋陽 | 23年9月4日派代，23年10月24日到任。                        |
| 代理副領事        | 林國珪 | 湘臣   | Ling Kuo Kwei （Ling Koo-kwei）    | 43   | 浙江鎮海 | 26年2月8日派代，26年3月5日到任。                          |
| 副領事銜 隨習領事 | 張振漢 | 奮廷   | Chang Chen Han （Chang Tchen-hen） | 42   | 福建莆田 | 23年5月10日調派並加銜，23年6月14日到任，24年3月19日任命。 |
| 隨習領事          | 宿夢公 | 以字行 | Su Meng Kung                       | 32   | 山東平度 | 23年8月18日派代，23年9月21日到任，26年2月6日任命。        |
| 主事              | 翁文濤 | 仲枚   | Oong Wen Tao                       | 39   | 浙江鄞縣 | 20年1月8日派充，20年2月17日到任。                         |
| 乙種學習員        | 高尊彥 | 寰芳   | Kao Tsun Yen （Kao Chang-Yen）     | 29   | 福建長樂 | 24年7月6日派充，24年8月13日到差。                         |

駐台北總領事館（暫停），《駐外使領館職員錄》，1938年（民國27年）。
| 職銜           | 姓名   | 別號   | 洋文姓名                           | 年齡 | 籍貫     | 備考                                                       |
| 總領事         | 郭彝民 | 則生   | Kao I Ming （Y. M. Kwo）           | 44   | 吉林長春 | 23年1月19日調代，23年5月8日到任，23年6月12日任命（回國）。 |
| 代理副領事     | 王文舉 | 性喬   | Wang Wen Chu                       | 39   | 遼寧瀋陽 | 23年9月4日派代，23年10月24日到任（回國）。                 |
| 副領事         | 林國珪 | 湘臣   | Ling Kuo Kwei （Ling Koo-kwei）    | 44   | 浙江鎮海 | 26年2月8日派代，26年3月5日到任，26年5月20日任命（回國）。  |
| 代理副領事     | 張振漢 | 奮廷   | Chang Chen Han （Chang Tchen-hen） | 43   | 福建莆田 | 26年6月30日升代，同日到任（回國）。                        |
| 隨習領事       | 宿夢公 | 以字行 | Su Meng Kung                       | 33   | 山東平度 | 23年8月18日派代，23年9月21日到任，26年2月6日任命（回國）。 |
| 隨習領事銜主事 | 翁文濤 | 仲枚   | Oong Wen Tao                       | 40   | 浙江鄞縣 | 20年1月8日派充，20年2月17日到任，26年6月30日加銜（回國）。 |
| 乙種學習員     | 高尊彥 | 寰芳   | Kao Tsun Yen （Kao Chang-Yen）     | 30   | 福建長樂 | 24年7月6日派充，26年8月13日到差（回國）。                  |

### 《駐外使領館組織條例》之相關規定
臺北總領事館的編制與職掌，可參考國民政府在1930年所公佈之駐外使領館組織條例。因該條例實行後不久，台北總領事館即開館，如以條例中所規定之館員編制與職掌做推斷，會比較接近真實情形。現節錄條例中有關總領事館編制之規定如下：
第三條：領事館分總領事館領事館副領事館三類
第四條：領事館設領事官員額如左  總領事館  總領事一人  副領事一人或二人  隨習領事一人（後略）
第十條：總領事館領事館領事副領事館副領事承外交部之指揮保護駐在地本國僑民及本國在外商業并監督所屬職員
第十一條：總領事館領事副領事承總領事之指揮領事館副領事承領事之指揮襄辦領事事務及掌理文書調查事項
第十二條：隨席領事承長官之指揮分掌文書及調查事項
第十三條：總領事領事館領事及副領事館副領事為到任或暫離任所或因事故尚未派定時得由外交部酌派代理總領事領事副領事執行各該館職務
第十七條：外交官領事館依外交官領事官官等表分特任簡任薦任其任免由外交部依照法令行之
第十八條：使領館主事委由外交部任免之
第二十條：使館領事館得由外交部分派考試及格或學力相等人員為學習員學習外交官領事官事務
第二十一條：使館領事館得酌用雇員及譯員

## 主要工作內容

### 替臺灣華僑登記國籍
臺北總領事館在開館後之首要工作，便是開始統計在臺華僑人數並登記國籍。根據1932年總領事館向外交部提交的《臺灣華僑登記報告》中指出，在臺華僑已登記國籍者有30,062人。其中註明職業者有16,303人，以勞工佔絕大多數。

### 設立華僑學校
臺北總領事館之另一主要工作，便是向臺灣總督府申請允許在臺開辦華僑學校。雖然歷任總領事一再努力，甚至請台灣軍司令官松井石根從旁關說，但從1931年開館至1938年中日戰爭關閉，總督府從未同意此案。據說文教局長曾對此事氣憤的說：「等日本從臺灣撤退時再辦。」

### 保護與聯絡在臺華僑
當時在臺華僑常因不熟諳臺灣法律遭到當局逮捕或罰款，此時總領事館必須一方面交涉釋放人犯，一方面告誡僑民不要誤觸法律。
每逢雙十國慶、農曆新年、元旦、蔣院長五秩壽辰、以及慶祝西安事變和平落幕，臺北總領事館便去函各地會館共同舉辦活動，並邀各地僑領前往臺北召開慶祝大會。
臺灣各地會館每年僑領選舉時，總領事館均派員前往監票，選後邀請各地當選僑領至臺北舉行祝賀宴（地點通常在江山樓或蓬萊閣）。
1932年長江水災，總領事館曾帶頭號召在臺華僑捐款救災。1935年台灣苗栗大地震，臺北總領事前往災區勘查，了解華僑傷亡與其商店、會館受損情形。1937年中日戰爭爆發後，總領事館則開始負責與總督府接洽華僑遣返事宜，並請外籍輪船協助載運返回中國。

### 核發臺灣人赴中國的簽證
日治時期，臺灣人的國籍普遍為大日本帝國，如果要前往中華民國，就必須得到中華民國政府的入境簽證。當時臺北總領事館便提供了核發入境簽證的服務，但是因需多收四圓查證費，曾引起臺灣人的批評。

### 定期向外交部報告臺灣情勢與領館活動
臺北總領事館另一主要工作，就是定期向外交部遞交有關臺灣情勢報告，並收錄於國民政府外交部公報。總計臺北總領事館至關閉前，共報告70幾次。其中較重要的便是《臺灣華僑登記報告》，其他報告則較多介紹當時臺灣經濟與產業發展、貿易等項目，但也有收錄臺灣的保甲制度供國民政府推行類似政策參考，或是刊載軍事資訊如日軍戰略思想、所使用大砲毒氣等。
關於領館活動的報告，則登載於外交部情報司所發行外部周刊，主要紀錄領館舉行的各類活動行程，如館務會議、晚宴、節日慶祝、風土民情、外交拜訪、宣慰僑胞等項目。

### 擔任各國駐臺領事團領袖
臺灣日治時期，中華民國是唯一設總領事館在臺灣的國家，英國、美國、義大利、荷蘭則只設領事館。其中英國領事館駐於淡水，其餘皆駐台北。在國際領事外交上，總領事館層級高於領事館；總領事層級高於領事。且1934年到任之臺北總領事郭彝民，曾經就讀東京帝國大學，並擔任過中華民國駐橫濱總領事，故被駐臺各國領事使節推舉為領事團領袖，代表各國領事與總督府外事課（後升格外事部）交涉事務。另每逢日本天長節或新年等國定傳統節日，或臺灣總督府舉辦之各種官方活動，均由臺北總領事率領事團出席慶賀。如1936年4月17日，台北帝國大學增設醫科並舉行開學式，便由臺北總領事率領各國領事參加。此外，總領事館亦主辦各種外交連誼，如晚宴與新年慶祝活動。

### 接待訪臺的中華民國官員與團體
當時臺灣在農業經濟上的成就，便吸引了中華民國許多學術單位的高度興趣，紛紛抵臺考察。如金陵大學、中山大學、廈門大學等，都曾經組團抵臺灣考察。而這些臺灣訪問團，亦是由臺北總領事館派員負責接待。
抵臺考察的中華民國官員中，以駐日公使館、實業部（現改稱經濟部）與福建省政府為最多。其中較高層級的，便是在1935年，先後訪問臺灣的駐日公使蔣作賓與福建省主席陳儀。
1935年，公使蔣作賓，從神戶啟程訪問臺灣，便由臺北總領事館負責規劃行程。其所搭乘之朝日丸輪船抵基隆時，受到日本官員與華僑團體熱烈歡迎。蔣作賓在訪臺期間，遍歷北投溫泉、草山、赤崁樓、鵝鑾鼻、西子灣、四重溪、壽之峰等名勝，也參訪臺灣總督府各級官員與宣慰僑胞，所有行程幾乎都由臺北總領事陪同參加。
1935年台灣博覽會熱鬧舉行，時任福建省主席的陳儀，率省府官員組團抵臺參訪。總領事館在得到通知後，便去函總督府接洽相關歡迎活動。嗣陳儀一行人乘逸仙艦抵基隆時，基隆市尹親自到場歡迎，總督府亦準備專用列車供其搭乘。陳儀等人抵臺北後，則由台北州知事與台北市尹親自在車站迎接。陳儀訪臺期間，都在總領事館居住跟接待賓客。臺北總領事除了陪同陳儀參觀博覽會外，也參加台灣總督中川健藏親自主持的歡迎宴會（陳儀後來也在鐵道飯店設宴，答謝臺灣總督）。

## 中日戰爭與降旗閉館

### 處理在臺華僑回國問題
1937年7月7日盧溝橋事變爆發，第二次中日戰爭伊始。臺灣總督府也在盧溝橋事變發生後十天，禁止島內收聽中國廣播。面對劍拔弩張的氛圍，華僑陸續離開臺灣。此時，臺北總領事館之主要工作為協調外籍輪船公司加派船隻，將願意返國的華僑分批送走。而臺北總領事館也因為戰爭的爆發，業務幾乎停頓，並開始受到日方處處刁難。在外交部返國命令未下達前，館員仍舊滯留臺灣處理華僑回國問題。

### 降旗閉館
1938年初，日本發表近衛聲明，宣稱「不以國民政府為對手」後，臺北總領事館才收到外交部的返國命令。1938年2月1日，總領事館在最後一批回國的華僑離臺後，正式降旗關閉，館員開始撤離臺灣。其中乙種學習員高尊彥遭日方逮捕，死於台北刑務所。

## 汪精衛政權駐台北總領事館
中國抗日戰爭期間，日本在佔領區扶植許多傀儡政權，於1940年將其統合成由汪精衛主持的「中華民國國民政府」，並與之建立外交關係。1941年1月31日，汪精衛政府重開「中華民國駐臺北總領事館」，辦公地點移至大稻埕（今中興醫院北側）但仍向張氏承租位於宮前町之館舍。1945年日本投降，駐臺北總領事館關閉，總領事馬長亮和館員廉樹森、周啓新、霍德康於11月27日被國民政府逮捕。3名館員在開庭時無罪釋放，馬長亮則依照《懲治漢奸條例》移送法辦。
| 姓名   | 代理           | 到任           | 任命           | 免职           | 离任      | 领事职务 | 备注 | 备注 |
| ------ | -------------- | -------------- | -------------- | -------------- | --------- | -------- | ---- | ---- |
| 譚覺真 | 1940年9月7日   | 未到任         |                | 1940年11月19日 |           | 總領事   |      |      |
| 張國威 | 1940年11月19日 | 1940年12月31日 | 1941年11月15日 | 1943年2月6日   |           | 總領事   |      |      |
| 馬長亮 | 1943年2月6日   |                |                |                | 1945年8月 | 總領事   |      |      |

## 第二次世界大戰結束之後
1945年第二次世界大戰結束之後，中華民國政府接管臺灣，原總領事館舍便交還所有人張氏。後因產權轉移，期間中山北路也曾幾次拓寬道路，館舍建築早已不復存。